# Bartolomeo Barbieri
 (décembre 2023).
Pour les articles homonymes, voir Barbieri.
Bartolomeo Barbieri, lat. Bartholomaeus de Barberiis, né le 10 janvier 1615 à Castelvetro dans la province de Modène en Italie et décédé le 24 août 1697 à Modène, est un frère capucin et théologien italien.

## Biographie
Bartolomeo Barbieri prend l'habit capucin le 16 décembre 1631 à Plaisance, puis passe à Faenza et Modène pour étudier les 3 années de philosophie et 4 années de théologie nécessaires, à l'occasion desquelles il découvre la pensée de Bonaventure de Bagnoregio dont il sera l'un des principaux rénovateurs au XVIIe siècle. Il devint alors gardien de divers couvents, à Fidenza, Ferrare (1661-1663), dans lequel il fut chargé de donner cours de philosophie. En 1665, il est nommé lecteur de philosophie à Piacenza dans le Studium des Capucins, et en 1667 transféré à Ferrare, où il enseignera jusque 1678. C'est de cet enseignement que naît son cours de philosophie. En 1679, il devint alors gardien du Couvent de Modène, où il resta jusqu'à sa mort.

## Œuvres
- Esercizio della presenza di Dio , 1673 ;
- Flores et fructus seraphici ex seraphico paradiso excerpti, seu Cursus philosophicus ad mentem sancti Bonaventurae, 3 vol. : pars prima, continens totam logicam cum tractatu formalitatum ; pars secunda, continens totam physicam et tractatum de celo et mundo ; pars tertia, continens Tractatus de Generatione et Corruptione, de Anima et Physiognomia hominis, de Metaphysica et de Maximis, Lyon, typ. Laurent Arnaud, Pierre Borde, Jean et Pierre Arnaud, 1677 ;
- Tabula seu index generalis in opera omnia sancti Bonaventurae, Lyon, typ. Anisson & J. Posuel, 1681 ;
- Glossa seu summa ex omnibus S. Bonaventurae expositionibus in Sacram Scripturam exacte collecta et in facilem usum studiosis, ac concionatoribus secundum ordinem biblicum concinnata, Lyon, typ. Anisson & J. Posuel, 1681-84 ;
- Cursus theologicus ad mentem seraphici doctoris S. Bonaventurae, in duos tomos distributus : tomus primus : continens primum et secundum librum sententiarum ; tomus secundus : continens tertium et quartum librum sententiarum, Lyon, typ. François Comba, 1687.